# حارة جول الحدد (أحور)
جول الحدد هي إحدى حارات حي مايو بمدينة أحور التابعة لمحافظة أبين، بلغ تعداد سكانها 318 نسمة حسب تعداد اليمن لعام 2004.